# Сяський целюлозно-паперовий комбінат
Сяський целюлозно-паперовий комбінат (рос. Сясьский целлюлозно-бумажный комбинат) — радянське та російське підприємство целюлозно-паперової промисловості, розташоване в місті Сясьстрой Ленінградської області, яке зайняте в галузі виробництва паперу та готової паперової продукції. Перший в СРСР виробник туалетного паперу.

## Історія
Підприємство засноване у 1928 році. На момент запуску було найбільшим в СРСР та одним із найбільших у Європі з виробництва целюлози. У роки німецько-радянської війни комбінат був евакуйований до міста Кірово-Чепецьк Кіровської області. У повоєнні роки підприємство відновило роботу в Сясьстрої, однак з іншою спеціалізацією. У 1952 році запущено перший в СРСР цех із виробництва ваніліну. У 1969 році введено в експлуатацію фабрику з виробництва санітарно-побутового паперу та виробів гігієнічного призначення. Того ж року вироблений перший в СРСР рулон туалетного паперу. У 1986 році запущено нову лінію з виробництва дитячих підгузків з нетканого матеріалу і лінія з виробництва туалетного паперу. З 1990-х по 2000-ні роки на підприємстві здійснено капітальну модернізацію виробництва та розширено продуктовий портфель.
| Компанії | Це незавершена стаття про підприємство. Ви можете допомогти проєкту, виправивши або дописавши її. |